# Gara Timișoara Sud
Gara Timișoara Sud este o gară situată în cartierul Fratelia din Timișoara. Traversată de căile ferate Timișoara–Stamora Moravița și Timișoara–Buziaș–Lugoj, gara este tranzitată zilnic de 28 de trenuri operate de Regio Călători și CFR Călători. Gara are 10 linii. Timișoara Sud a fost creată pentru a decongestiona nodul Timișoara Nord, în special după construirea liniei industriale Azur.